# Dakedo Aishi Sugite
Singles de Michiyo Heike
Daikirai
(1998) Anata no Yume ni Naritai
(1999)
 Dakedo Aishi Sugite  (だけど 愛しすぎて, ou Dakedo Aishisugite ; sous-titré Mix for Single) est le quatrième single de la chanteuse de J-pop Michiyo Heike.

## Présentation
Le single sort le 25 octobre 1998 au Japon sur le label Warner Music Japan, quatre mois après le précédent single de la chanteuse, Daikirai. Il est composé et produit par Hatake, guitariste du groupe Sharam Q. Il atteint la 95e place du classement Oricon.
La chanson-titre, dans une version différente sous-titrée Mix for Screen, avait servi de thème d'ouverture du film Morning Cop - Daite Hold On Me!, dont la chanteuse est la vedette aux côtés des membres du groupe Morning Musume, et avait figuré dans cette version sur la bande originale homonyme sortie un mois auparavant. 
Sa version Mix for Single du single figurera quant à elle sur le second album de la chanteuse, For Ourself ~Single History~, qui sortira deux ans plus tard en 2000.

## Liste des titres
1. Dakedo Aishi Sugite (Mix for Single) (だけど 愛しすぎて...?)
2. Shinkokyū Shiyō!! (深呼吸しよう!!?)
3. Dakedo Aishi Sugite (Original Karaoke) (オリジナル・カラオケ?)